# Луксорский музей
Луксорский музей (араб. متحف الأقصر‎, DMG Matḥaf al-Uqṣur) — археологический музей древнеегипетского и раннехристианского искусства в египетском городе Луксор, на восточном берегу Нила.

## История создания
В 1962 году Министерство культуры Египта выступило с инициативой о создании нового музея, в котором найденные при археологических раскопках шедевры были бы выставлены неподалеку от своего исконного местонахождения — Луксорского и Карнакского храмами. Проект двухэтажного здания (55 x 29 м) разработал в 1973 году архитектор Махмуд эль-Хаким. В разбитом у музея саде расположена также экспозиция под открытым небом. С марта 2004 года он работает над пристройкой большого выставочного зала.
Музей официально открылся в 1975 году.

## Экспонаты
При содействии сотрудников Отдела Египетского и Классического искусства Бруклинского музея (США) в течение нескольких лет из запасников и Каирского музея отбирались памятники для экспозиции нового музея. Коллекция музея охватывает период более 4 тысяч лет — от доисторического периода до исламской эпохи.
Главные экспонаты:
- Восстановленная кирпичная стена храма Атона фараона Эхнатона (1347−1364 до н. э.);
- Большая голова фараона Эхнатона в двойной короне;
- Статуя Хоремхеба;
- Статуя (90 см) фараона Тутмоса III;
- Гранитная 130-см статуя Аменхотепа III (1365—1403 до н. э.) из Мединет-Абу;
- 23-см деревянная статуя «Ответчика» (также «Oshbey») конца XVIII династии. Предназначалась для ведения счётных дел в загробной жизни хозяина гробницы. В правой руке — топор, в левой — мешочек зерна;
- Картонные покрытия для мумий (175 х 42 см) из льна и гипса относятся к Третьему переходному периоду (XXI — XXIV династии);
- Экспонаты из гробницы Тутанхамона (KV62);
- Мумии Яхмос I и Рамсеса I выставлены с 2004 года;
- Высокий известняковый столб Сесостриса I;
- коллекция коптских предметов быта: керамика, чёрно-белые тарелки, найденные в V веке.
- чаши XIV века, периода мамлюков.

Некоторые экспонаты
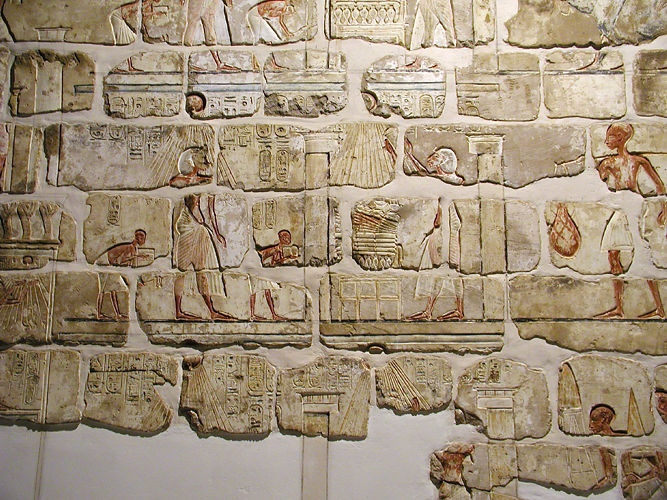
Стена из храма Атона
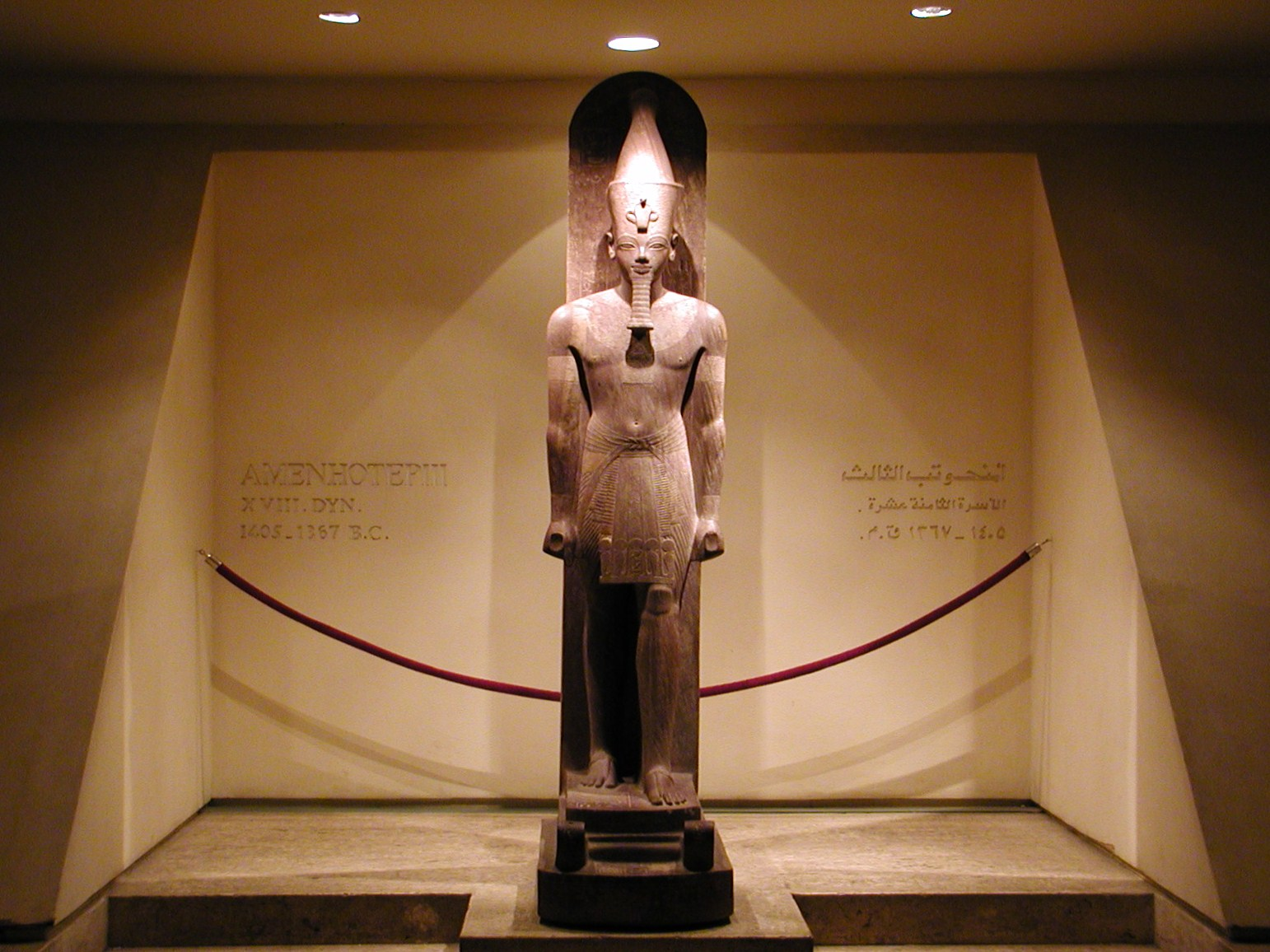
Статуя Аменхотепа III
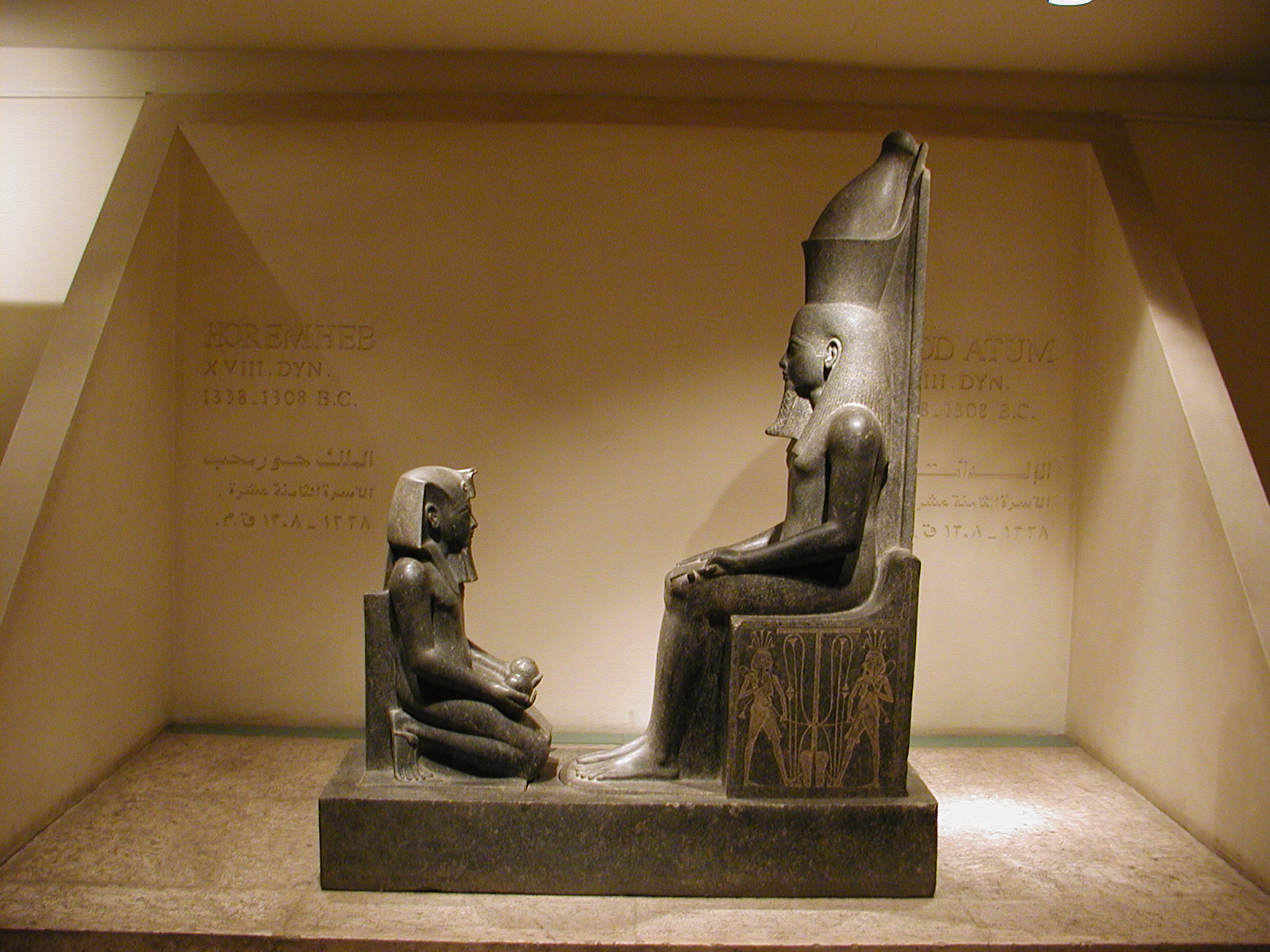
Коленопреклонённый Хоремхеб перед статуей Амона
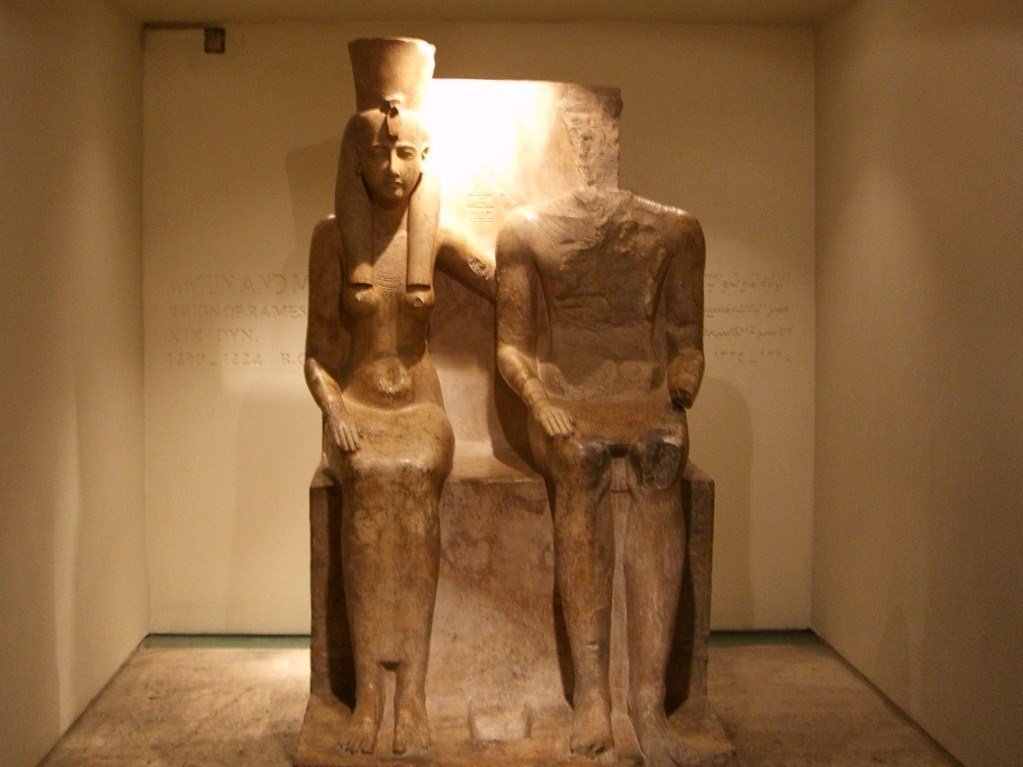
Божественная пара Амона и Мут
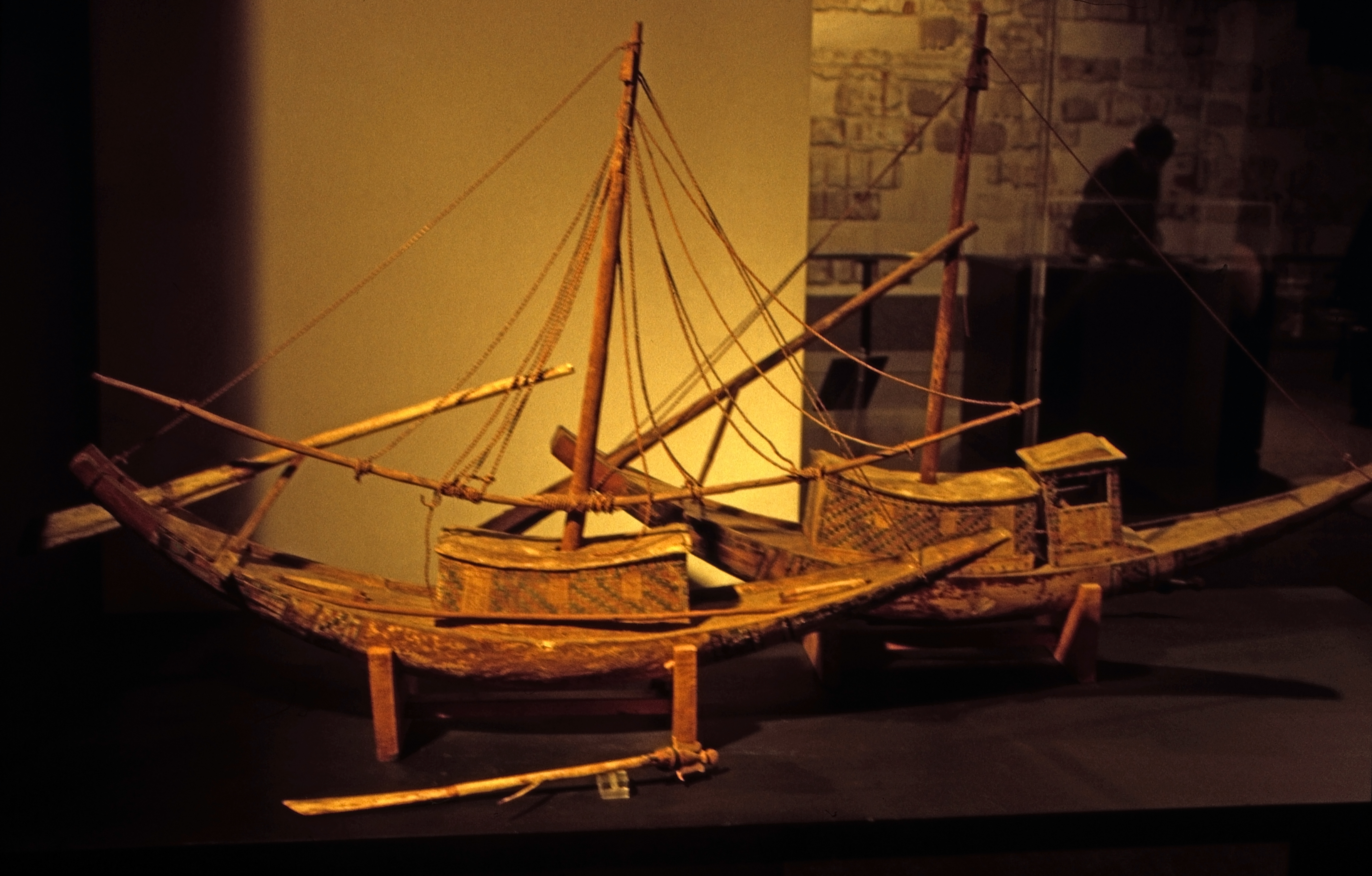
модель корабля
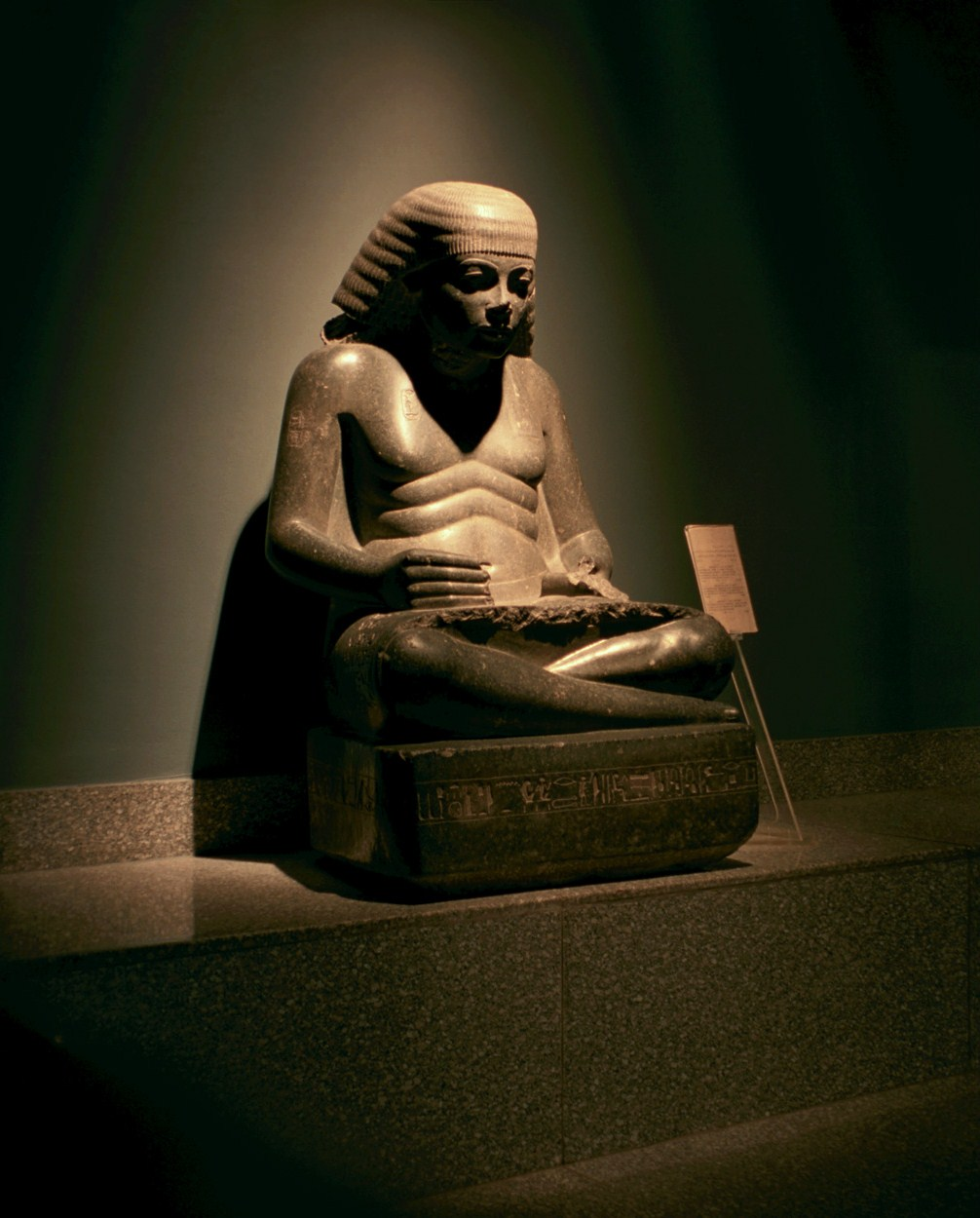
Аменхотеп, сын Хапу
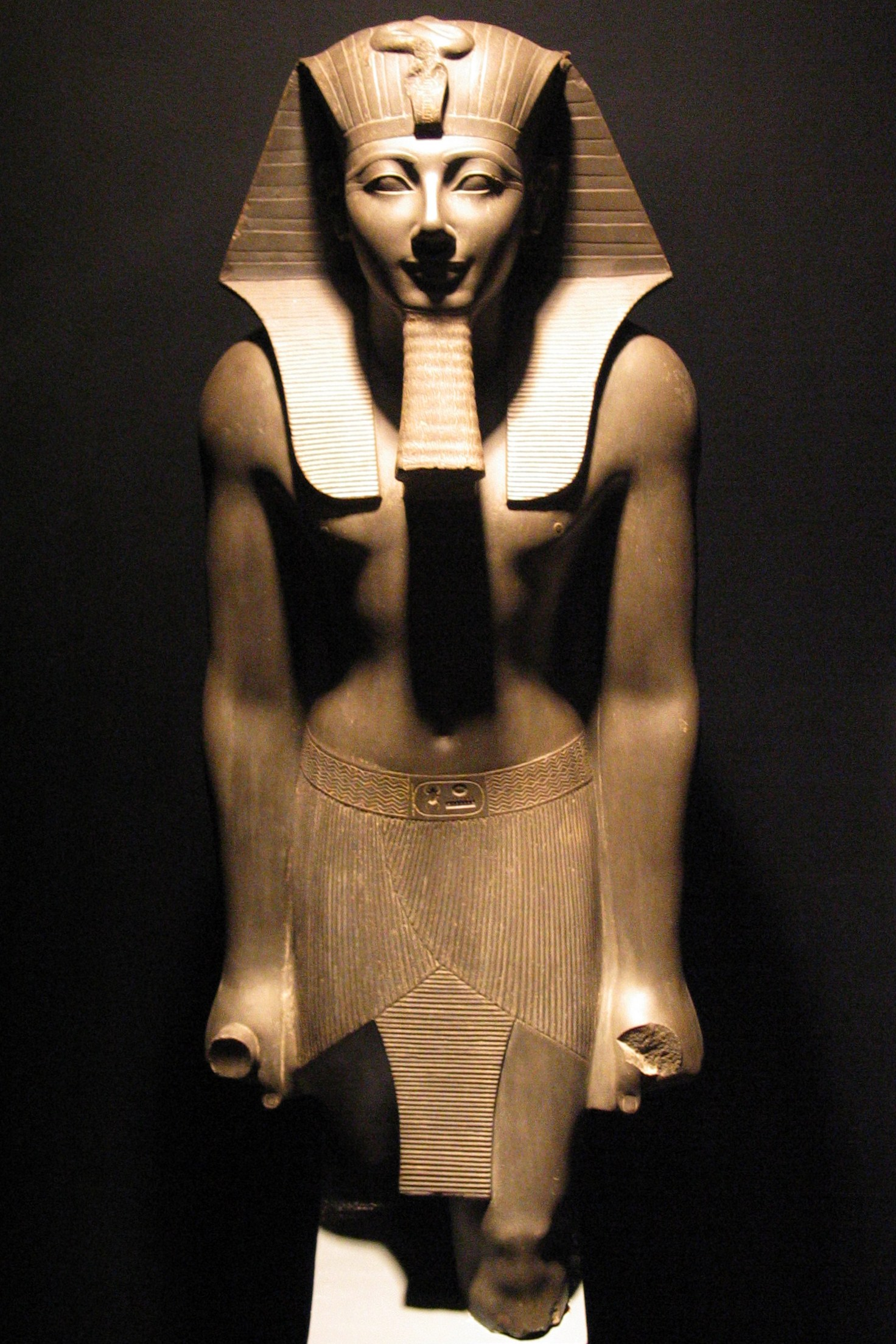
Тутмос III
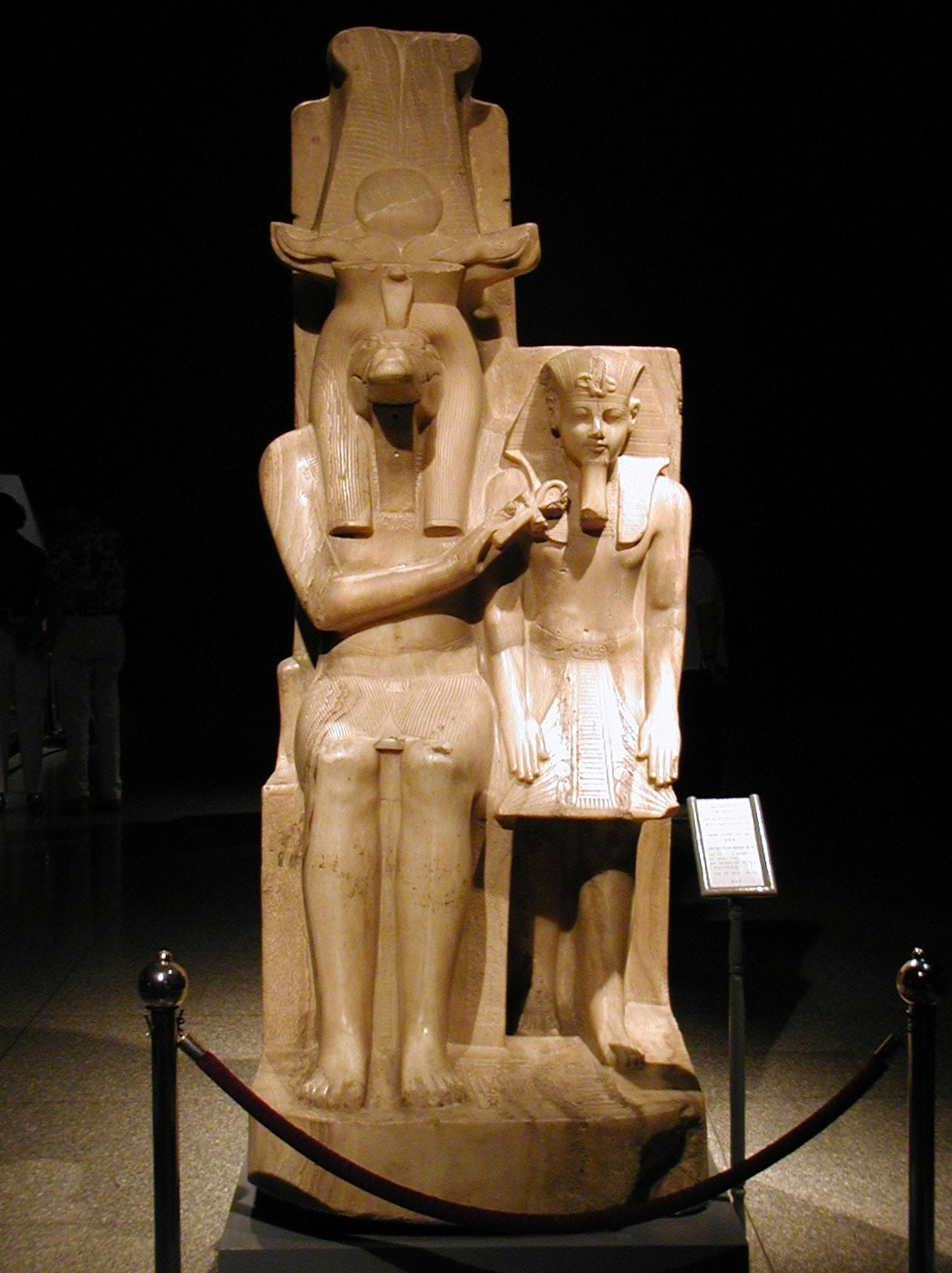
Бог Себек с Аменхотепом III
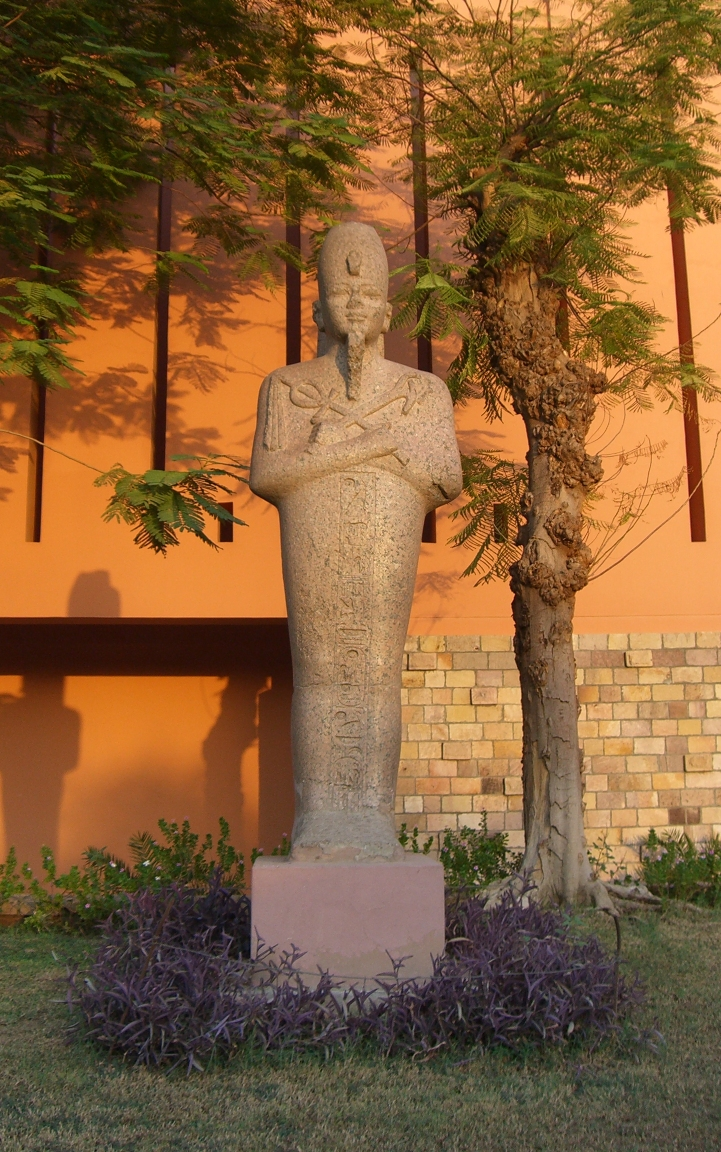
статуя Рамсеса II
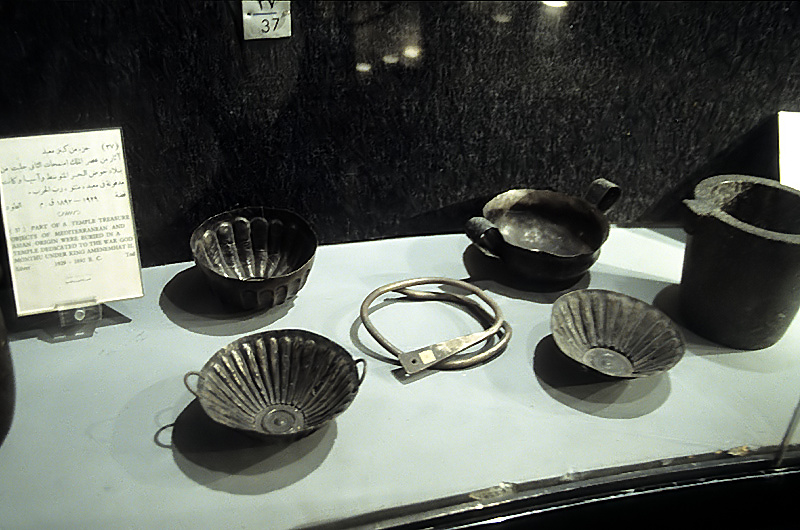
серебряные чаши храма et-Tod

## Туристам
При музее функционируют кафетерий, книжный магазин, справочный центр, библиотека. Аудио- или личное сопровождение гидом не предусмотрено. Каталог с описанием экспонатов музея продаётся в книжном магазине. Музей приспособлен для перемещения инвалидных колясок.
Часы работы:
Зима: ежедневно с 9 до 21 часов.
Лето: ежедневно с 9 до 16, с 17 до 22 часов.
Продажа билетов прекращается за 30 минут до закрытия музея.
Стоимость:
В стоимость билета включены посещение музея и руин. Для иностранцев цена составляет 70 египетских фунтов; студентам — 35 египетских фунтов.